# ناتمام (نمایشنامه)
ناتمام نمایشنامه‌ای نوشته محمد چرمشیر است، که در سال ۱۳۸۰، توسط کتاب نیستان در مجلد گزیده ادبیات معاصر، همراه با نمایشنامه‌های در قابی خالی‌مانده و ابر در فنجان به‌چاپ رسیده است. چرمشیر این نمایشنامه را در سال ۱۳۷۴ نوشته است.

## داستان
ناتمام داستان سه زن است که به جایی آمده‌اند تا راجع به مسئله‌ای شهادت دهند، اما حرف‌هایی را می‌زنند که قرار نبوده گفته شود، و به جای بحث دربارهٔ شخصیت مورد نظر، قصه زندگی خودشان را بازگو می‌کنند.
این سه زن نماینده زنانی هستند که به بعضی مسائل اعتراض دارند. در نمایشنامه هم این‌طور پیش می‌رود که گرچه قصد دارند دربارهٔ یک شخص در دادگاه شهادت دهند اما هرچه می‌گذرد اظهاراتشان به حدیث نفس تبدیل می‌شود. صحبت‌های اعتراضی که خاستگاهش جنوب شهر است و هیچ‌وقت کهنه نمی‌شود.

## شخصیت‌ها
- فائقه
- بیتا
- نازنین

## اجرا
ناتمام اولین بار در سال ۱۳۸۱، با کارگردانی آناهیتا اقبال‌نژاد و حضور بازیگرانی مانند مریلا زارعی، سیما تیرانداز، پرستو گلستانی، الهام پاوه‌نژاد و شهره سلطانی به‌روی صحنه رفته است. پس از اجرای اول نیز در سال ۱۳۹۶، به کارگردانی کهبد تاراج در سالن سایه مجموعه تئاتر شهر اجرا شده است.